# プラサ・スクレ駅

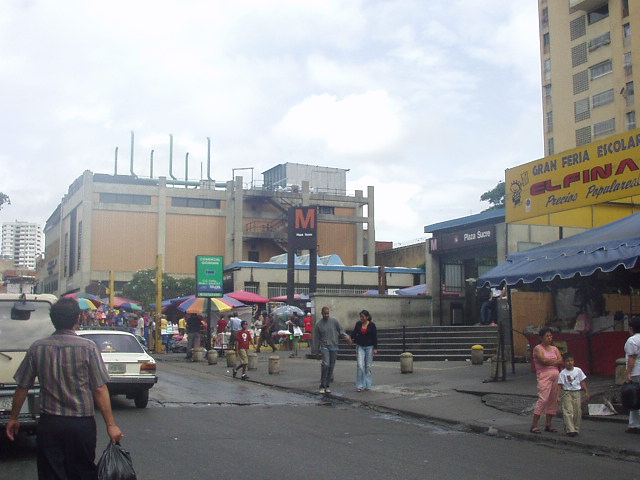
東から見た駅出口（2004年6月）

プラサ・スクレ駅（プラサスクレえき、Estación Plaza Sucre）はベネズエラの首都カラカスのカラカス地下鉄1号線の駅である。プラサ・スクレはスペイン語で「スクレ広場」の意味であり、近くにあるスクレ元帥広場にちなむ。首都地区リベルタドル市・スクレ区に位置する。1983年1月2日開業。

## 駅の構造

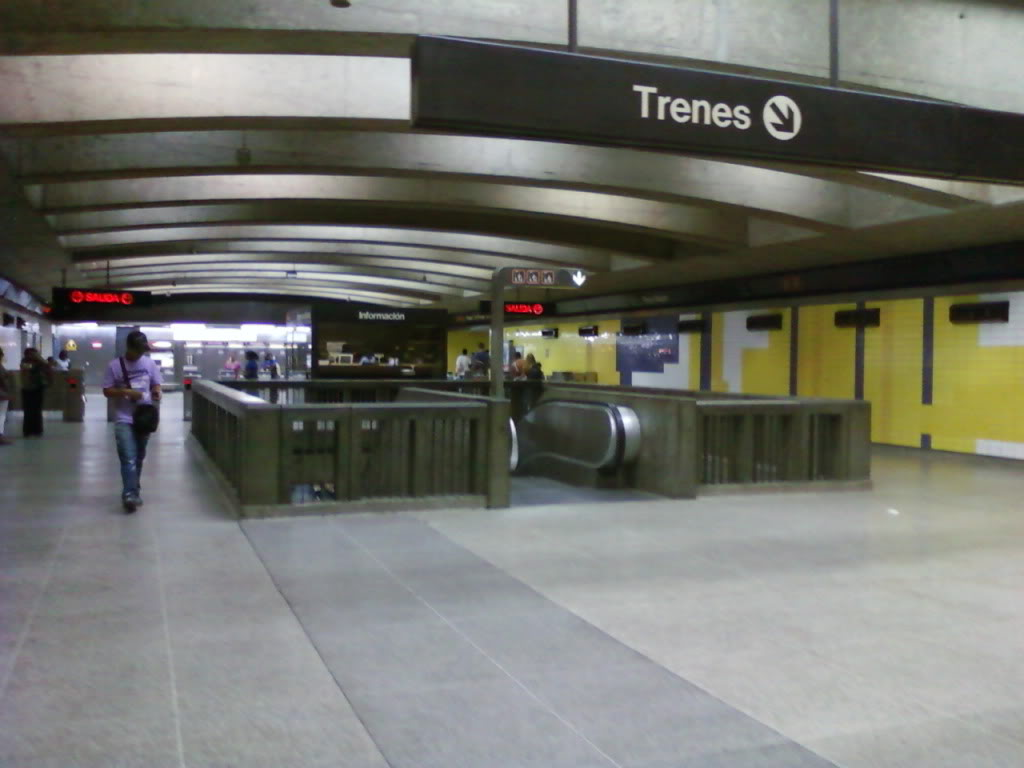
駅構内

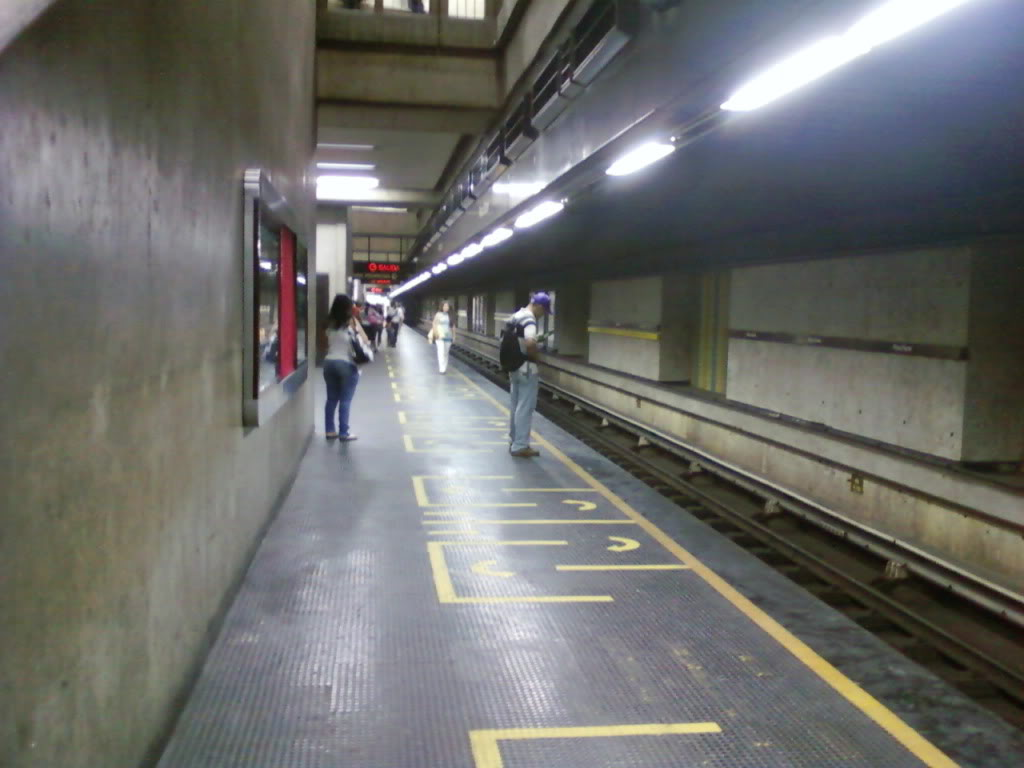
ホーム

ホームは島式1面2線。地下1階が切符売り場と改札、地下2階がホームである。カティア歩道の下にあり、出口はこの通りに4か所ある。

## 駅の周辺
歩行者天国のカティア歩道の下にある。両側は商店街で、朝から夕方まで歩道に露天商が多数店を並べる。駅の北にスクレ元帥広場がある。

## 隣の駅
ペレス・ボナルデ駅 - プラサ・スクレ駅 - ガト・ネグロ駅